# VII Międzynarodowy Konkurs Pianistyczny im. Fryderyka Chopina
VII Międzynarodowy Konkurs Pianistyczny im. Fryderyka Chopina (również VII Konkurs Chopinowski) – 7. edycja Międzynarodowego Konkursu Pianistycznego im. Fryderyka Chopina, która rozpoczęła się 21 lutego 1965 w Warszawie. Organizatorem konkursu było Towarzystwo im. Fryderyka Chopina.  

## Charakterystyka konkursu

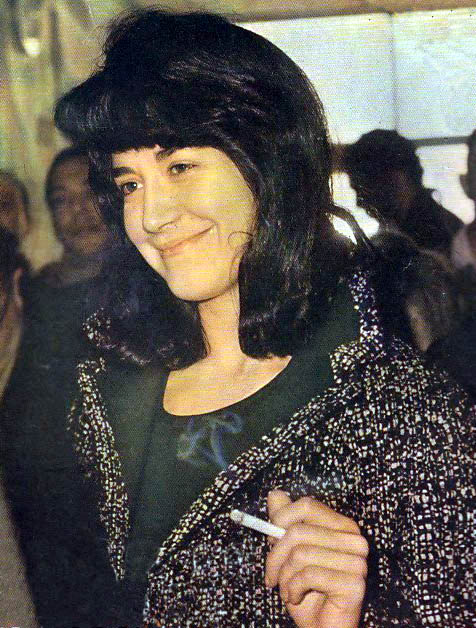
Zwyciężczyni konkursu, Argentynka Martha Argerich

Wzięło w nim udział 76 pianistów z 29 krajów, w tym 7 Polaków. W lutym 1964 przeprowadzono eliminacje krajowe do wyłonienia polskiej ekipy narodowej, w których wzięło udział 24 pianistów. Najmłodszą uczestniczką była osiemnastoletnia Jugosłowianka Zora Mihailović. Konkurs odbył się w dniach 21 lutego–16 marca 1965. Był on (po raz pierwszy) czterostopniowy: składał się z trzech etapów oraz finału. Zwyciężyła Argentynka Martha Argerich, nazywana przydomkiem „czarnej pantery fortepianu”. Swój pierwszy występ rozpoczęła dość nietypowo, bo ucieczką sprzed wejścia na estradę. Jej tempo gry krytycy muzyczni określali jako „rakietowe”, a sposób gry przyrównywano do interpretacji Vladimira Horowitza. 
Wśród nagrodzonych i wyróżnionych było czworo pianistów z Ameryki Łacińskiej. Był to wielki sukces nowojorskiej profesor Rosiny Lhévinne, której aż pięcioro uczniów znalazło się w gronie nagrodzonych i laureatów. 
W pamięci uczestników konkursu pozostał fakt szalejącej w Warszawie w tym okresie grypy, która zebrała żniwo zarówno wśród młodych pianistów jak i jurorów, co było powodem zmiany terminu następnego konkursu.
Można dodać, że pianiści występowali łącznie 130 razy w ramach trzech etapów i finału (wykonali muzykę Fryderyka Chopina w czasie łącznym około 90 godzin). Jurorzy podczas 32 przesłuchań postawili ponad 4500 ocen. Trzeba zaznaczyć, że komisja regulaminowa konkursu wprowadziła po raz pierwszy do programu, do grupy polonezów Andante spianato i Wielkiego Poloneza Es-dur op. 22 w wersji solowej. 

## Kalendarium
| Kalendarz konkursu    |      |      |      |      |      |      |      |      |        |        |        |        |        |        |        |        |        |        |        |        |        |        |        |        |
| Faza konkursu         | Data | Data | Data | Data | Data | Data | Data | Data | Data   | Data   | Data   | Data   | Data   | Data   | Data   | Data   | Data   | Data   | Data   | Data   | Data   | Data   | Data   | Data   |
| Faza konkursu         | Luty | Luty | Luty | Luty | Luty | Luty | Luty | Luty | Marzec | Marzec | Marzec | Marzec | Marzec | Marzec | Marzec | Marzec | Marzec | Marzec | Marzec | Marzec | Marzec | Marzec | Marzec | Marzec |
| Faza konkursu         | 21.  | 22.  | 23.  | 24.  | 25.  | 26.  | 27.  | 28.  | 1.     | 2.     | 3.     | 4.     | 5.     | 6.     | 7.     | 8.     | 9.     | 10.    | 11.    | 12.    | 13.    | 14.    | 15.    | 16.    |
| Koncert inauguracyjny |      |      |      |      |      |      |      |      |        |        |        |        |        |        |        |        |        |        |        |        |        |        |        |        |
| I etap                |      |      |      |      |      |      |      |      |        |        |        |        |        |        |        |        |        |        |        |        |        |        |        |        |
| II etap               |      |      |      |      |      |      |      |      |        |        |        |        |        |        |        |        |        |        |        |        |        |        |        |        |
| III etap              |      |      |      |      |      |      |      |      |        |        |        |        |        |        |        |        |        |        |        |        |        |        |        |        |
| Finał                 |      |      |      |      |      |      |      |      |        |        |        |        |        |        |        |        |        |        |        |        |        |        |        |        |
| Koncert laureatów     |      |      |      |      |      |      |      |      |        |        |        |        |        |        |        |        |        |        |        |        |        |        |        |        |

## Jury
Do konkursowego przebiegu przesłuchań oraz podziału nagród powołano jury, w następującym składzie:
| Skład jury |                           |                   |                         |
| Lp.        | Juror                     | Kraj              | Funkcja                 |
| 1.         | Zbigniew Drzewiecki       | Polska            | przewodniczący jury     |
| 2.         | Jakow Flier               | ZSRR              | wiceprzewodniczący jury |
| 3.         | Arthur Hedley             | Wielka Brytania   | wiceprzewodniczący jury |
| 4.         | Jan Hoffman               | Polska            | sekretarz jury          |
| 5.         | Jan Ekier                 | Polska            | członek jury            |
| 6.         | Pál Kadosa                | Węgry             | członek jury            |
| 7.         | Eugene List               | Stany Zjednoczone | członek jury            |
| 8.         | Ivo Maček                 | Jugosławia        | członek jury            |
| 9.         | Nikita Magaloff           | Szwajcaria        | członek jury            |
| 10.        | Timo Mikkilä              | Finlandia         | członek jury            |
| 11.        | Vlado Perlemuter          | Francja           | członek jury            |
| 12.        | František Rauch           | Czechosłowacja    | członek jury            |
| 13.        | Renzo Silvestri           | Włochy            | członek jury            |
| 14.        | Weselin Stojanow          | Bułgaria          | członek jury            |
| 15.        | Magda Tagliaferro         | Brazylia          | członek jury            |
| 16.        | Sigismund Toduță          | Rumunia           | członek jury            |
| 17.        | Margerita Trombini-Kazuro | Polska            | członek jury            |
| 18.        | Amadeus Webersinke        | NRD               | członek jury            |
| 19.        | Maria Wiłkomirska         | Polska            | członek jury            |
| 20.        | Bolesław Woytowicz        | Polska            | członek jury            |
| 21.        | Jerzy Żurawlew            | Polska            | członek jury            |

Jeden z członków zespołu jury prof. Jan Ekier tak scharakteryzował VII Konkurs Chopinowski w wywiadzie jakiego udzielił dla czasopisma Dziennik Łódzki:

Na poziom konkursu składa się kilka czynników. A więc po pierwsze poziom wykonawczy kandydatów. W VII Konkursie dopisał on w nadzwyczajnej mierze. Mogę śmiało powiedzieć, że tak licznego zestawu talentów nie było w żadnym z dotychczasowych konkursów. Spotkałem się ze zdaniem jurorów zagranicznych, że tak wysokiego poziomu pianistycznego kandydatów nie spotkali również na konkursach zagranicznych. Ten element dopisał więc znakomicie. Drugim czynnikiem wpływającym na atmosferę konkursu jest stopień zainteresowania publiczności. Takiej frekwencji, i to już od pierwszego etapu, nie zanotowano dotychczas chyba nigdzie. Warszawska publiczność przejawiała nie tylko wielkie zainteresowanie przesłuchaniami, ale również okazywała wielką życzliwość uczestnikom, i to nie tylko najlepszym, ale i tym słabszym. Bardzo istotnym dla poziomu konkursu momentem jest regulamin. Ponieważ jestem jednym z twórców regulaminu, obowiązującego w tym roku, oceniam go z punktu widzenia praktyki. Wydaje mi się, że zdał bardzo dobrze egzamin i że będzie mógł stanowić podstawę dla następnych regulaminów, niezależnie od tego, czy dodamy lub skorygujemy niektóre jego paragrafy na podstawie tegorocznych doświadczeń.

### System oceny pianistów
Jury oceniało wykonania uczestników według punktacji od 1 do 25. Do II etapu zakwalifikowano 36 uczestników w kolejności wynikającej z punktacji. Do III etapu dopuszczono 12 pianistów w kolejności punktacji uzyskanej w II etapie. Do finału natomiast dopuszczono 6 osób w kolejności punktacji uzyskanej w III etapie. Kolejność nagród ustalona została na podstawie sumy przeciętnych punktacji uzyskanych we wszystkich trzech etapach oraz finale.

## Konkurs

### Koncert inauguracyjny
21 lutego wieczorem został rozpoczęty VII Konkurs Chopinowski uroczystym koncertem inauguracyjnym. W koncercie tym wykonano utwory muzyki współczesnej polskich kompozytorów: Kazimierza Serockiego, Witolda Szalonka, Tadeusza Bairda i Karola Szymanowskiego.

### I etap
Przesłuchania konkursowe odbyły się w dwóch sesjach przedpołudniowej i popołudniowej w kolejności alfabetycznej. Jako pierwszy 22 lutego o godz. 9:00 wystąpił w Konkursie Meksykanin Andres Acosta, rozpoczynając swój występ od Nokturnu fis-moll. Warto dodać, że podczas występu Rosjanina Georgija Siroty zdarzył się rzadki przypadek pęknięcia struny fortepianu, usterkę naprawiono i pianista dokończył występ.
| Lp. | Uczestnik                  | Kraj           |
| 1.  | Martha Argerich            | Argentyna      |
| 2.  | Raul Ernesto Sosa          | Argentyna      |
| 3.  | Frederike Grünfeld         | Austria        |
| 4.  | Robert Majek               | Austria        |
| 5.  | Johanna Ondrejka           | Austria        |
| 6.  | Arthur Moreira Lima        | Brazylia       |
| 7.  | Nina Aładżenowa            |                |
| 8.  | Luba Dimowa                |                |
| 9.  | Atanas Kurtew              |                |
| 10. | Jane Petrowa               |                |
| 11. | Toszko Stojanow            |                |
| 12. | Ludmiła Stojanowa          |                |
| 13. | Dora Trendafilowa-Milanowa |                |
| 14. | Roberto Bravo              | Chile          |
| 15. | Christodoulos Georgiades   | Cypr           |
| 16. | František Kůda             | Czechosłowacja |
| 17. | Miroslav Langer            | Czechosłowacja |
| 18. | Radomír Melmuka            | Czechosłowacja |
| 19. | Jiří Skovajsa              | Czechosłowacja |
| 20. | Nicole Afriat              | Francja        |
| 21. | Christian Bernard          | Francja        |
| 22. | Madeleine DeMory           | Francja        |
| 23. | Évelyne Flauw              | Francja        |
| 24. | Suzanne Husson             | Francja        |
| 25. | Edmond Rosenfeld           | Francja        |
| 26. | Dora Bacopoulos            | Grecja         |

| Lp. | Uczestnik                  | Kraj     |
| 27. | Rumi Nanavati              | Indie    |
| 28. | Haleh Alp                  |          |
| 29. | Maxine Franklin            | Jamajka  |
| 30. | Ikuko Endō                 | Japonia  |
| 31. | Hiroko Nakamura            | Japonia  |
| 32. | Pavica Gvozdić             |          |
| 33. | Zora Mihailović            |          |
| 34. | Marek Jabłoński            | Kanada   |
| 35. | Blanka Uribe               | Kolumbia |
| 36. | Jorge Gómez Labraña        | Kuba     |
| 37. | Andres Acosta              | Meksyk   |
| 38. | Jorge Suárez               | Meksyk   |
| 39. | Almuth Brauer              |          |
| 40. | Elfrun Gabriel             |          |
| 41. | Hermann Wolf               |          |
| 42. | Marietta Wolk              |          |
| 43. | Carlos Rivera-Aguilar      | Peru     |
| 44. | Elżbieta Głąbówna          | Polska   |
| 45. | Maria Korecka              | Polska   |
| 46. | Kazimierz Morski           | Polska   |
| 47. | Cezary Owerkowicz          | Polska   |
| 48. | Marta Sosińska             | Polska   |
| 49. | Wiesław Szlachta           | Polska   |
| 50. | Ewa Wolak                  | Polska   |
| 51. | Franz Friedrich Eichberger |          |
| 52. | Konrad Richter             |          |

| Lp. | Uczestnik            | Kraj              |
| 53. | Edward Auer          | Stany Zjednoczone |
| 54. | Findlay Cockrell     | Stany Zjednoczone |
| 55. | Geun Duk Koh         | Stany Zjednoczone |
| 56. | Alexandre Feder      | Stany Zjednoczone |
| 57. | Deno Gianopoulos     | Stany Zjednoczone |
| 58. | Lois Carole Pachucki | Stany Zjednoczone |
| 59. | Rebecca Penneys      | Stany Zjednoczone |
| 60. | Anthony Smetona      | Stany Zjednoczone |
| 61. | Michael Stenberg     | Stany Zjednoczone |
| 62. | Tore Uppström        | Szwecja           |
| 63. | Ani Gaser            | Turcja            |
| 64. | Seta Tanyel          | Turcja            |
| 65. | Pál Gerő             |                   |
| 66. | Klára Körmendi       |                   |
| 67. | Judit Szenthelyi     |                   |
| 68. | Rosemary Thomas      | Wielka Brytania   |
| 69. | Janice Williams      | Wielka Brytania   |
| 70. | Rosario Marciano     | Wenezuela         |
| 71. | Ewa Maria Żuk        | Wenezuela         |
| 72. | Estera Jelinaite     |                   |
| 73. | Tamara Kołoss        |                   |
| 74. | Wiktoria Postnikowa  |                   |
| 75. | Georgij Sirota       |                   |
| 76. | Ewa Smirnowa         |                   |

| Lp. | Uczestnik                  | Kraj           |
| 1.  | Martha Argerich            | Argentyna      |
| 2.  | Raul Ernesto Sosa          | Argentyna      |
| 3.  | Frederike Grünfeld         | Austria        |
| 4.  | Robert Majek               | Austria        |
| 5.  | Johanna Ondrejka           | Austria        |
| 6.  | Arthur Moreira Lima        | Brazylia       |
| 7.  | Nina Aładżenowa            |                |
| 8.  | Luba Dimowa                |                |
| 9.  | Atanas Kurtew              |                |
| 10. | Jane Petrowa               |                |
| 11. | Toszko Stojanow            |                |
| 12. | Ludmiła Stojanowa          |                |
| 13. | Dora Trendafilowa-Milanowa |                |
| 14. | Roberto Bravo              | Chile          |
| 15. | Christodoulos Georgiades   | Cypr           |
| 16. | František Kůda             | Czechosłowacja |
| 17. | Miroslav Langer            | Czechosłowacja |
| 18. | Radomír Melmuka            | Czechosłowacja |
| 19. | Jiří Skovajsa              | Czechosłowacja |
| 20. | Nicole Afriat              | Francja        |
| 21. | Christian Bernard          | Francja        |
| 22. | Madeleine DeMory           | Francja        |
| 23. | Évelyne Flauw              | Francja        |
| 24. | Suzanne Husson             | Francja        |
| 25. | Edmond Rosenfeld           | Francja        |
| 26. | Dora Bacopoulos            | Grecja         |

| Lp. | Uczestnik                  | Kraj     |
| 27. | Rumi Nanavati              | Indie    |
| 28. | Haleh Alp                  |          |
| 29. | Maxine Franklin            | Jamajka  |
| 30. | Ikuko Endō                 | Japonia  |
| 31. | Hiroko Nakamura            | Japonia  |
| 32. | Pavica Gvozdić             |          |
| 33. | Zora Mihailović            |          |
| 34. | Marek Jabłoński            | Kanada   |
| 35. | Blanka Uribe               | Kolumbia |
| 36. | Jorge Gómez Labraña        | Kuba     |
| 37. | Andres Acosta              | Meksyk   |
| 38. | Jorge Suárez               | Meksyk   |
| 39. | Almuth Brauer              |          |
| 40. | Elfrun Gabriel             |          |
| 41. | Hermann Wolf               |          |
| 42. | Marietta Wolk              |          |
| 43. | Carlos Rivera-Aguilar      | Peru     |
| 44. | Elżbieta Głąbówna          | Polska   |
| 45. | Maria Korecka              | Polska   |
| 46. | Kazimierz Morski           | Polska   |
| 47. | Cezary Owerkowicz          | Polska   |
| 48. | Marta Sosińska             | Polska   |
| 49. | Wiesław Szlachta           | Polska   |
| 50. | Ewa Wolak                  | Polska   |
| 51. | Franz Friedrich Eichberger |          |
| 52. | Konrad Richter             |          |

| Lp. | Uczestnik            | Kraj              |
| 53. | Edward Auer          | Stany Zjednoczone |
| 54. | Findlay Cockrell     | Stany Zjednoczone |
| 55. | Geun Duk Koh         | Stany Zjednoczone |
| 56. | Alexandre Feder      | Stany Zjednoczone |
| 57. | Deno Gianopoulos     | Stany Zjednoczone |
| 58. | Lois Carole Pachucki | Stany Zjednoczone |
| 59. | Rebecca Penneys      | Stany Zjednoczone |
| 60. | Anthony Smetona      | Stany Zjednoczone |
| 61. | Michael Stenberg     | Stany Zjednoczone |
| 62. | Tore Uppström        | Szwecja           |
| 63. | Ani Gaser            | Turcja            |
| 64. | Seta Tanyel          | Turcja            |
| 65. | Pál Gerő             |                   |
| 66. | Klára Körmendi       |                   |
| 67. | Judit Szenthelyi     |                   |
| 68. | Rosemary Thomas      | Wielka Brytania   |
| 69. | Janice Williams      | Wielka Brytania   |
| 70. | Rosario Marciano     | Wenezuela         |
| 71. | Ewa Maria Żuk        | Wenezuela         |
| 72. | Estera Jelinaite     |                   |
| 73. | Tamara Kołoss        |                   |
| 74. | Wiktoria Postnikowa  |                   |
| 75. | Georgij Sirota       |                   |
| 76. | Ewa Smirnowa         |                   |

### II etap
4 marca o godzinie 16, sekretarz jury prof. Jan Hoffman przekazał werdykt dopuszczający 36 pianistów z 17 krajów do przesłuchań II etapu. Wśród dopuszczonych znaleźli się wszyscy Polacy oraz m.in. cała pięcioosobowa ekipa pianistów radzieckich. Podobnie jak w poprzednim etapie, przesłuchania konkursowe odbyły się w dwóch sesjach przedpołudniowej i popołudniowej w kolejności alfabetycznej. Jako pierwsza w II etapie wystąpiła 5 marca, Argentynka Martha Argerich, grając na początku swojego występu Etiudę cis-moll
| Lp. | Uczestnik                  | Kraj           |
| 1.  | Martha Argerich            | Argentyna      |
| 2.  | Raul Ernesto Sosa          | Argentyna      |
| 3.  | Robert Majek               | Austria        |
| 4.  | Arthur Moreira Lima        | Brazylia       |
| 5.  | Dora Trendafilowa-Milanowa |                |
| 6.  | Christodoulos Georgiades   | Cypr           |
| 7.  | Miroslav Langer            | Czechosłowacja |
| 8.  | Radomír Melmuka            | Czechosłowacja |
| 9.  | Christian Bernard          | Francja        |
| 10. | Madeleine DeMory           | Francja        |
| 11. | Évelyne Flauw              | Francja        |
| 12. | Suzanne Husson             | Francja        |

| Lp. | Uczestnik         | Kraj     |
| 13. | Ikuko Endō        | Japonia  |
| 14. | Hiroko Nakamura   | Japonia  |
| 15. | Pavica Gvozdić    |          |
| 16. | Marek Jabłoński   | Kanada   |
| 17. | Blanka Uribe      | Kolumbia |
| 18. | Almuth Brauer     |          |
| 19. | Elżbieta Głąbówna | Polska   |
| 20. | Maria Korecka     | Polska   |
| 21. | Kazimierz Morski  | Polska   |
| 22. | Cezary Owerkowicz | Polska   |
| 23. | Marta Sosińska    | Polska   |
| 24. | Wiesław Szlachta  | Polska   |

| Lp. | Uczestnik            | Kraj              |
| 25. | Ewa Wolak            | Polska            |
| 26. | Edward Auer          | Stany Zjednoczone |
| 27. | Alexandre Feder      | Stany Zjednoczone |
| 28. | Lois Carole Pachucki | Stany Zjednoczone |
| 29. | Rebecca Penneys      | Stany Zjednoczone |
| 30. | Rosemary Thomas      | Wielka Brytania   |
| 31. | Ewa Maria Żuk        | Wenezuela         |
| 32. | Estera Jelinaite     |                   |
| 33. | Tamara Kołoss        |                   |
| 34. | Wiktoria Postnikowa  |                   |
| 35. | Georgij Sirota       |                   |
| 36. | Ewa Smirnowa         |                   |

| Lp. | Uczestnik                  | Kraj           |
| 1.  | Martha Argerich            | Argentyna      |
| 2.  | Raul Ernesto Sosa          | Argentyna      |
| 3.  | Robert Majek               | Austria        |
| 4.  | Arthur Moreira Lima        | Brazylia       |
| 5.  | Dora Trendafilowa-Milanowa |                |
| 6.  | Christodoulos Georgiades   | Cypr           |
| 7.  | Miroslav Langer            | Czechosłowacja |
| 8.  | Radomír Melmuka            | Czechosłowacja |
| 9.  | Christian Bernard          | Francja        |
| 10. | Madeleine DeMory           | Francja        |
| 11. | Évelyne Flauw              | Francja        |
| 12. | Suzanne Husson             | Francja        |

| Lp. | Uczestnik         | Kraj     |
| 13. | Ikuko Endō        | Japonia  |
| 14. | Hiroko Nakamura   | Japonia  |
| 15. | Pavica Gvozdić    |          |
| 16. | Marek Jabłoński   | Kanada   |
| 17. | Blanka Uribe      | Kolumbia |
| 18. | Almuth Brauer     |          |
| 19. | Elżbieta Głąbówna | Polska   |
| 20. | Maria Korecka     | Polska   |
| 21. | Kazimierz Morski  | Polska   |
| 22. | Cezary Owerkowicz | Polska   |
| 23. | Marta Sosińska    | Polska   |
| 24. | Wiesław Szlachta  | Polska   |

| Lp. | Uczestnik            | Kraj              |
| 25. | Ewa Wolak            | Polska            |
| 26. | Edward Auer          | Stany Zjednoczone |
| 27. | Alexandre Feder      | Stany Zjednoczone |
| 28. | Lois Carole Pachucki | Stany Zjednoczone |
| 29. | Rebecca Penneys      | Stany Zjednoczone |
| 30. | Rosemary Thomas      | Wielka Brytania   |
| 31. | Ewa Maria Żuk        | Wenezuela         |
| 32. | Estera Jelinaite     |                   |
| 33. | Tamara Kołoss        |                   |
| 34. | Wiktoria Postnikowa  |                   |
| 35. | Georgij Sirota       |                   |
| 36. | Ewa Smirnowa         |                   |

### III etap
9 marca została ogłoszona lista 12 pianistów z 9 krajów dopuszczonych do przesłuchań III etapu. Do III etapu zakwalifikowały się również m.in. dwie pianistki z Polski. W programie repertuarowym tego etapu znalazł się obowiązkowo Nokturn Es-dur op. 55 nr 2 oraz do wyboru jedna Sonata (h-moll op. 58 lub b-moll op. 35).
| Lp. | Uczestnik            | Kraj              |
| 1.  | Martha Argerich      | Argentyna         |
| 2.  | Arthur Moreira Lima  | Brazylia          |
| 3.  | Hiroko Nakamura      | Japonia           |
| 4.  | Marek Jabłoński      | Kanada            |
| 5.  | Blanka Uribe         | Kolumbia          |
| 6.  | Elżbieta Głąbówna    | Polska            |
| 7.  | Marta Sosińska       | Polska            |
| 8.  | Edward Auer          | Stany Zjednoczone |
| 9.  | Lois Carole Pachucki | Stany Zjednoczone |
| 10. | Ewa Maria Żuk        | Wenezuela         |
| 11. | Tamara Kołoss        | ZSRR              |
| 12. | Wiktoria Postnikowa  | ZSRR              |

| Lp. | Uczestnik            | Kraj              |
| 1.  | Martha Argerich      | Argentyna         |
| 2.  | Arthur Moreira Lima  | Brazylia          |
| 3.  | Hiroko Nakamura      | Japonia           |
| 4.  | Marek Jabłoński      | Kanada            |
| 5.  | Blanka Uribe         | Kolumbia          |
| 6.  | Elżbieta Głąbówna    | Polska            |
| 7.  | Marta Sosińska       | Polska            |
| 8.  | Edward Auer          | Stany Zjednoczone |
| 9.  | Lois Carole Pachucki | Stany Zjednoczone |
| 10. | Ewa Maria Żuk        | Wenezuela         |
| 11. | Tamara Kołoss        | ZSRR              |
| 12. | Wiktoria Postnikowa  | ZSRR              |

### Finał
12 marca po przesłuchaniach III etapu ogłoszono po długiej naradzie jury, listę sześciu pianistów dopuszczonych do finału, a wśród nich widniały nazwiska obu Polek. W koncertach finałowych wraz z każdym pianistą wystąpiła Orkiestra Symfoniczna Filharmonii Narodowej pod batutą Witolda Rowickiego. Pianiści mieli do wyboru wykonanie jednego z Koncertów fortepianowych Fryderyka Chopina: (f-moll op. 21 lub e-moll op. 11).   
| Lp. | Finalista           | Kraj              | Koncert finałowy |
| 1.  | Martha Argerich     | Argentyna         | e-moll op. 11    |
| 2.  | Arthur Moreira Lima | Brazylia          | f-moll op. 21    |
| 3.  | Hiroko Nakamura     | Japonia           | e-moll op. 11    |
| 4.  | Elżbieta Głąbówna   | Polska            | e-moll op. 11    |
| 5.  | Marta Sosińska      | Polska            | e-moll op. 11    |
| 6.  | Edward Auer         | Stany Zjednoczone | e-moll op. 11    |

| Lp. | Finalista           | Kraj              | Koncert finałowy |
| 1.  | Martha Argerich     | Argentyna         | e-moll op. 11    |
| 2.  | Arthur Moreira Lima | Brazylia          | f-moll op. 21    |
| 3.  | Hiroko Nakamura     | Japonia           | e-moll op. 11    |
| 4.  | Elżbieta Głąbówna   | Polska            | e-moll op. 11    |
| 5.  | Marta Sosińska      | Polska            | e-moll op. 11    |
| 6.  | Edward Auer         | Stany Zjednoczone | e-moll op. 11    |

### Koncert laureatów
Ostatniego dnia trwania konkursu (16 marca) odbyła się o godz. 19:30 uroczystość jego zakończenia. Do zebranych w Sali Filharmonii Narodowej przemówił przewodniczący jury prof. Zbigniew Drzewiecki, a następnie sekretarz jury prof. Jan Hoffman odczytał listę laureatów i wyróżnionych wraz ze zdobytymi nagrodami. Po części wręczenia trofeów odbył się koncert laureatów, którzy występowali w kolejności od VI do I miejsca, grając wybrane utwory Chopina.

## Nagrody i wyróżnienia
15 marca o godzinie 13, sekretarz jury oznajmił wyniki posiedzenia jury oraz podział nagród. Wszyscy finaliści oraz wyróżnieni otrzymali stosownie do zajętego miejsca bądź wyróżnienia odpowiednią nagrodę finansową. Zgodnie z regulaminem nagrodzeni zobowiązani byli do udziału w kończącym konkurs 16 marca, koncercie laureatów. Przyznano również nagrody pozaregulaminowe. 
| Nagrody główne                                                     |                      |                   |                                   |                                            |
| Nagroda                                                            | Laureat              | Kraj              | Wysokość nagrody                  | Fundator nagrody                           |
| 1                                                                  | Martha Argerich      | Argentyna         | 40 000 zł                         | Minister Kultury i Sztuki                  |
| 2                                                                  | Arthur Moreira Lima  | Brazylia          | 30 000 zł                         | Minister Kultury i Sztuki                  |
| 3                                                                  | Marta Sosińska       | Polska            | 25 000 zł                         | Minister Kultury i Sztuki                  |
| 4                                                                  | Hiroko Nakamura      | Japonia           | 20 000 zł                         | Minister Kultury i Sztuki                  |
| 5                                                                  | Edward Auer          | Stany Zjednoczone | 15 000 zł                         | Minister Kultury i Sztuki                  |
| 6                                                                  | Elżbieta Głąbówna    | Polska            | 10 000 zł                         | Minister Kultury i Sztuki                  |
| Wyróżnienia                                                        |                      |                   |                                   |                                            |
| Wyróżniony                                                         | Wyróżniony           | Kraj              | Wysokość nagrody                  | Fundator nagrody                           |
| Marek Jabłoński                                                    | Marek Jabłoński      | Kanada            | 5000 zł                           | Minister Kultury i Sztuki                  |
| Tamara Kołoss                                                      | Tamara Kołoss        | ZSRR              | 5000 zł                           | Minister Kultury i Sztuki                  |
| Lois Carole Pachucki                                               | Lois Carole Pachucki | Stany Zjednoczone | 5000 zł                           | Minister Kultury i Sztuki                  |
| Wiktoria Postnikowa                                                | Wiktoria Postnikowa  | ZSRR              | 5000 zł                           | Minister Kultury i Sztuki                  |
| Blanka Uribe                                                       | Blanka Uribe         | Kolumbia          | 5000 zł                           | Minister Kultury i Sztuki                  |
| Ewa Maria Żuk                                                      | Ewa Maria Żuk        | Wenezuela         | 5000 zł                           | Minister Kultury i Sztuki                  |
| Nagrody specjalne                                                  |                      |                   |                                   |                                            |
| Nagroda                                                            | Nagrodzony           | Kraj              | Fundator nagrody                  | Fundator nagrody                           |
| Najlepsze wykonanie poloneza                                       | Marta Sosińska       | Polska            | Towarzystwo im. Fryderyka Chopina | Towarzystwo im. Fryderyka Chopina          |
| Najlepsze wykonanie mazurków                                       | Martha Argerich      | Argentyna         | Polskie Radio                     | Polskie Radio                              |
| Nagrody dodatkowe                                                  |                      |                   |                                   |                                            |
| Nagroda                                                            | Nagrodzony           | Kraj              | Wysokość nagrody                  | Fundator nagrody                           |
| Nagroda im. Anny Godlewskiej dla najlepszego Polaka                | Marta Sosińska       | Polska            | 300 $                             | Julian Godlewski                           |
| Nagroda im. Marii Kowarskiej-Szwalbe za najlepsze wykonanie sonaty | Arthur Moreira Lima  | Brazylia          | 7000 zł                           | Henryk Nowogródzki                         |
| Nagroda dla najmłodszej laureatki                                  | Hiroko Nakamura      | Japonia           | 10 000 zł                         | Fundusz Stypendialny im. Fryderyka Chopina |

Po zakończeniu konkursu zwyciężczyni Argentynka Martha Argerich udzieliła licznych wywiadów. W jednym z nich powiedziała:

Był to najszczęśliwszy moment w moim życiu. Cieszę się, że świadkiem mego triumfu jest matka, która wraz ze mną przeżywała w Warszawie wszelkie emocje tej pięknej imprezy. Mimo ogromnie trudnego zadania jakie stawiał przed nami ten konkurs, jechałam tu z wielkim entuzjazmem, bo Chopin zawsze był mi najbliższy ze wszystkich kompozytorów. O przyszłości na razie nie myślę. Zastanowię się dopiero wtedy, gdy ochłonę.